# HD73455
HD73455 — хімічно пекулярна зоря спектрального класу A0, що має видиму зоряну величину в смузі V приблизно 10,3.
Вона  розташована на відстані близько 3397,5 світлових років від Сонця.

## Пекулярний хімічний склад
Зоряна атмосфера HD73455 має підвищений вміст 
Cr
.